# Viișoara (okręg Marusza)
Viișoara – wieś w Rumunii, w okręgu Marusza, w gminie Viișoara. W 2011 roku liczyła 695 mieszkańców.